# Hazerswoude-Dorp
Hazerswoude-Dorp (52° 06′ N, 4° 35′ L) é uma cidade dos Países Baixos, na província de Holanda do Sul. Hazerswoude-Dorp pertence ao município de Rijnwoude, e está situada a 7 km southwest of Alphen aan de Rijn.
Em 2001, a cidade de Hazerswoude-Dorp tinha 4292 habitantes. A área urbana da cidade é de 0.76 km², e tem 1600 residências. 
A área de Hazerswoude-Dorp, que também inclui as partes periféricas da cidade, bem como a zona rural circundante, tem uma população estimada em 5760 habitantes.